# Jökladalshorn
Jökladalshorn är en bergstopp i republiken Island. Den ligger i regionen Västfjordarna, 250 km norr om huvudstaden Reykjavík. Toppen på Jökladalshorn är 687 meter över havet.
Trakten runt Jökladalshorn är nära nog obefolkad, med mindre än två invånare per kvadratkilometer. Det finns inga samhällen i närheten. Trakten runt Jökladalshorn är permanent täckt av is och snö.